# Oreophryne anthonyi
Oreophryne anthonyi es una especie de anfibio anuro de la familia Microhylidae.

## Distribución geográfica
Originaria de Nueva Guinea (Papúa Nueva Guinea).